# Dyskografia Secret
Dyskografia Secret – południowokoreańskiej grupy.

## Albumy

### Albumy studyjne
| Rok                                            | Dane dot. albumu | Najwyższa pozycja | Najwyższa pozycja | Sprzedaż       |            |            |            |            |            |            |            |            |
| Rok                                            | Dane dot. albumu | KOR               | JPN               | Sprzedaż       |            |            |            |            |            |            |            |            |
| Koreańskie                                     | Koreańskie | Koreańskie        | Koreańskie        | Koreańskie     | Koreańskie | Koreańskie | Koreańskie | Koreańskie | Koreańskie | Koreańskie | Koreańskie | Koreańskie |
| ---------------------------------------------- | --- | ----------------- | ----------------- | -------------- | ---------- | ---------- | ---------- | ---------- | ---------- | ---------- | ---------- | ---------- |
| 2011                                           | Moving in Secret - Wydany: 18 października 2011 - Wytwórnia: TS Entertainment - Format: CD, digital download                | 3                 | —                 | - KOR: 16 619+ |            |            |            |            |            |            |            |            |
| Japońskie                                      | |                   |                   |                |            |            |            |            |            |            |            |            |
| 2012                                           | Welcome to Secret Time - Wydany: 22 sierpnia 2012 - Wytwórnia: Sony Music Associated Records - Format: CD, digital download | —                 | 11                | - JPN: 9437+   |            |            |            |            |            |            |            |            |
| "–" oznacza, że wydawnictwo nie było notowane. | |                   |                   |                |            |            |            |            |            |            |            |            |

### Minialbumy
| Rok                                            | Dane dot. albumu                                                                                              | Najwyższa pozycja | Najwyższa pozycja | Sprzedaż       |            |            |            |            |            |            |            |            |
| Rok                                            | Dane dot. albumu                                                                                              | KOR               | JPN               | Sprzedaż       |            |            |            |            |            |            |            |            |
| Koreańskie                                     | Koreańskie | Koreańskie        | Koreańskie        | Koreańskie     | Koreańskie | Koreańskie | Koreańskie | Koreańskie | Koreańskie | Koreańskie | Koreańskie | Koreańskie |
| ---------------------------------------------- | --- | ----------------- | ----------------- | -------------- | ---------- | ---------- | ---------- | ---------- | ---------- | ---------- | ---------- | ---------- |
| 2010                                           | Secret Time - Wydany: 1 kwietnia 2010 - Wytwórnia: TS Entertainment - Format: CD, digital download            | 4                 | —                 |                |            |            |            |            |            |            |            |            |
| 2010                                           | Madonna - Wydany: 12 sierpnia 2010 - Wytwórnia: TS Entertainment - Format: CD, digital download               | 5                 | —                 |                |            |            |            |            |            |            |            |            |
| 2012                                           | Poison - Wydany: 13 września 2012 - Wytwórnia: TS Entertainment - Format: CD, digital download                | 3                 |                   | - KOR: 11 159+ |            |            |            |            |            |            |            |            |
| 2013                                           | Letter from Secret - Wydany: 30 kwietnia 2013 - Wytwórnia: TS Entertainment - Format: CD, digital download    | 7                 | —                 | - KOR: 8690+   |            |            |            |            |            |            |            |            |
| 2014                                           | Secret Summer - Wydany: 11 sierpnia 2014 - Wytwórnia: TS Entertainment - Format: CD, digital download         | 2                 | —                 | - KOR: 10 782+ |            |            |            |            |            |            |            |            |
| Japońskie                                      | |                   |                   |                |            |            |            |            |            |            |            |            |
| 2011                                           | Shy Boy - Wydany: 16 listopada 2011 - Wytwórnia: Sony Music Associated Records - Format: CD, digital download | —                 | 9                 | - JPN: 9318+   |            |            |            |            |            |            |            |            |
| "–" oznacza, że wydawnictwo nie było notowane. | |                   |                   |                |            |            |            |            |            |            |            |            |

### Single album
| Rok  | Dane dot. albumu | Najwyższa pozycja | Sprzedaż       |
| Rok  | Dane dot. albumu | KOR               | Sprzedaż       |
| ---- | --- | ----------------- | -------------- |
| 2011 | Shy Boy (샤이보이) - Wydany: 6 stycznia 2011 - Wytwórnia: TS Entertainment - Format: CD, digital download            | 4                 | - KOR: 13 946+ |
| 2011 | Starlight Moonlight (별빛달빛) - Wydany: 1 czerwca 2011 - Wytwórnia: TS Entertainment - Format: CD, digital download | 2                 | - KOR: 12 106+ |
| 2013 | Gift from Secret - Wydany: 9 grudnia 2013 - Wytwórnia: TS Entertainment - Format: CD, digital download               | 7                 | - KOR: 5051+   |

## Single
| 2009                                                                               | „I Want You Back”                                    | X  | —  | —  | —  |                   | Secret Time            |
| 2010                                                                               | „Magic”                                              | 2  | —  | —  | —  | - KOR: 2 287 835+ | Secret Time            |
| 2010                                                                               | „Madonna”                                            | 1  | —  | —  | —  | - KOR: 1 839 869+ | Madonna                |
| 2011                                                                               | „Shy Boy (샤이보이)”                                 | 2  | —  | —  | —  | - KOR: 2 215 864+ | Shy Boy                |
| 2011                                                                               | „Starlight Moonlight (별빛달빛)”                     | 2  | 18 | —  | —  | - KOR: 3 016 717+ | Starlight Moonlight    |
| 2011                                                                               | „Love is Move (사랑은 Move)”                         | 3  | 3  | —  | —  | - KOR: 2 310 177+ | Moving in Secret       |
| 2012                                                                               | „Poison”                                             | 4  | 8  | —  | —  | - KOR: 1 373 460+ | Poison                 |
| 2012                                                                               | „Talk That”                                          | 6  | 6  | —  | —  | - KOR: 979 364+   | –                      |
| 2013                                                                               | „YooHoo”                                             | 5  | 4  | —  | —  | - KOR: 978 757+   | Letter from Secret     |
| 2013                                                                               | „I Do I Do”                                          | 15 | 23 | —  | —  | - KOR: 286 517+   | Gift from Secret       |
| 2014                                                                               | „I'm in Love”                                        | 13 | —  | —  | —  | - KOR: 323 281+   | Secret Summer          |
| Japońskie                                                                          |                                                      |    |    |    |    |                   |                        |
| 2011                                                                               | „Madonna”                                            | —  | —  | 9  | 18 | - JPN: 13 124+    | Welcome to Secret Time |
| 2012                                                                               | „Kore kurai no sayonara” (jap. これくらいのサヨナラ) | —  | —  | 17 | 55 | - JPN: 7816+      | Welcome to Secret Time |
| 2012                                                                               | „TWINKLE TWINKLE”                                    | —  | —  | 16 | 63 | - JPN: 5587+      | Welcome to Secret Time |
| 2014                                                                               | „I Do I Do”                                          | —  | —  | 14 | 65 | - JPN: 8214+      | –                      |
| 2014                                                                               | „YooHoo”                                             | —  | —  | 17 | 69 | - JPN: 6106+      | –                      |
| "–" oznacza, że wydawnictwo nie było notowane. "X" oznacza, że lista nie istniała. |                                                      |    |    |    |    |                   |                        |